# Смолеев, Владимир Николаевич
Владимир Николаевич Смолеев (18 марта 1945 года, Алма-Ата, СССР — 16 июня 2020 года, Алма-Ата, Казахстан) — советский футболист, вратарь, выступавший за различные клубы СССР.

## Биография
В высшей лиге (первой группе класса «А») выступал за «Кайрат», играл также за другие команды, среди которых «Терек», куйбышевские «Крылья Советов», «Уралмаш» и нальчикский «Автомобилист».